# Menina e Moça
Menina e Moça(eBook) é a primeira novela pastoril da Península Ibérica, escrita em português por Bernardim Ribeiro.  O nome advém da frase de abertura da novela, com que ficou conhecida:
Menina e moça, me levaram de casa de meu pae para longes terras. Qual fosse então a causa d'aquela minha levada,—era eu pequena,—não na soube. Agora, não lhe ponho outra, senão que já então, parece, havia de ser o que depois foi. Vivi ali tanto tempo, quanto foi necessario para não poder viver em outra parte. Muito contente fui eu n'aquela terra; mas, coitada de mim, em breve espaço se mudou tudo aquilo que em longo tempo se buscou, e para longo tempo se buscava! Grande desventura foi a que me fez ser triste, ou a que, porventura, me fez ser leda! Mas depois que vi tantas cousas trocadas por outras, e o prazer feito mágoa maior, a tanta tristeza cheguei que mais me pesava do bem que tive, que do mal que tinha.Início de Menina e Moça
Bernardim Ribeiro era leitor de autores clássicos como Virgílio, Ovídio, Petrarca, não era um erudito. Utilizou uma linguagem repleta de arcadismo.
Em 1554, na oficina do judeu emigrado de Portugal Abraão Usque, em Ferrara se editou as obras de Ribeiro. Menina e Moça foi editada com o título de História de Menina e Moça. Uma segunda edição, de 1557-58, em Évora, com o título de Saudades uma terceira realizada em Colônia a partir da primeira edição.